# Emery d’Amboise
Emery d’Amboise  (1434 – 1512. november 13.) a Jeruzsálemi Szent János Ispotályos Lovagrend francia nagymestere volt.

## Élete
Apja, Pierre d'Amboise, Chaumont ura, anyja Anne de Bueil volt. Tizenhárom testvére született. Pierre d’Aubusson, a johannita lovagrend nagymestere 1503. július 3-án meghalt, utódjának Emery d’Amboise-t választották. Haláláig, 1512. november 3-áig töltötte be a nagymesteri posztot. Utódjának Guy de Blanchefort-t választották.